# إدوارد وولف
إدوارد وولف (بالإنجليزية: Edward Wolff)‏ هو اقتصادي أمريكي، ولد في 10 أبريل 1946.

## وصلات خارجية
- إدوارد وولف على موقع IMDb (الإنجليزية)